# Nijssen information analysis method
NIAM ou Nijssen information analysis method (appelé aussi modèle relationnel binaire) est une méthode d'analyse et de conception pour les systèmes d'information. Ultérieurement l'acronyme NIAM a eu d'autres interprétations: aN Information Analysis Méthod ou Natural language Information Method
L'auteur de la méthode, Nijssen, fut ingénieur chez Control Data Europe.

## Description
NIAM utilise une représentation graphique pour spécifier en partie un « schéma conceptuel de données » (invariant) complétée par un langage linéaire pour représenter des contraintes non prises en compte par la notation graphique.
Différence est faite entre les LOT (lexical object types) et les NOLOT (non lexical object types). C'est la différence entre les mots et les choses (lesquelles peuvent être abstraites).
Entre des NOLOT on spécifie des « idées types ». Entre NOLOT et LOT, on spécifie des « ponts de dénomination ». On ne peut spécifier des idées entre  LOT ("Le mot chien ne mord pas" !)
NIAM a été la première notation graphique utilisée en conception de systèmes d'information permettant de représenter des contraintes ensemblistes (inclusion entre domaines ou codomaines de relations, ou entre relations, disjonction, égalité, totalité).
Selon la méthode, on impose pour chaque relation de donner le prédicat en langue naturelle pour la relation et son inverse. On impose aussi de fournir des instanciations des relations, ce qui impose de prendre en compte la manière dont sont nommés les objets dans la langue naturelle de l'institution.
Le passage à un schéma relationnel n-aire est facile et est automatisable. On peut choisir de passer à un schéma avec ou sans valeurs nulles (la valeur nulle servant à totaliser les fonctions). On peut aussi décider de faire passer des contraintes inter-relations à des contraintes intra n-uplet, etc.

## Méthode d'utilisation
- La première phase consiste à exprimer par des phrases simples l'aspect statique du logiciel. Par exemple : Milou est le chien de Tintin.
- La deuxième phase décompose cette phrase en pont de dénomination et en idée. Dans notre exemple nous avons deux ponts de dénomination :
  - Milou est un nom de chien
  - Tintin est un nom de personne

et une idée : un chien a un propriétaire.
- La troisième phase consiste à déterminer les contraintes d'unicités et de totalité. Un chien a-t-il un seul propriétaire ? Tout chien a-t-il un propriétaire ? Puis à ajouter les contraintes ensemblistes comme celles exprimant que "tout étudiant représentant un groupe est membre du groupe auquel il appartient" ou "on ne peut être juge et partie" etc.

## Object role modeling
ORM (object role modeling) est une variante de NIAM qui introduit des « idées-types » avec plus de deux rôles.